# Christian Vegger
Christian Vegger (* 28. Oktober 1915 in Kousted; † 15. September 1992) war ein dänischer Generalleutnant, Chef des Heeres und Widerstandskämpfer gegen die deutsche Besatzung Dänermaks im Zweiten Weltkrieg.

## Leben
Christian Vegger kam 1915 als Sohn des Hofbesitzers P. B. Vegger († 1957) und dessen Gattin Calra Vegger, geborene Thomsen, († 1934) zur Welt. 1935 war er Schüler der Randers Statsskole. Danach trat er als Infanterist ins dänische Heer ein und wurde 1940 zum Premierleutnant ernannt. Am 1. November 1943 floh Vegger nach Schweden und trat der Dansk Brigade im Februar 1944 bei. In der Dansk Brigade behielt er seinen Dienstgrad als Premierleutnant.
Nach dem Krieg blieb Vegger im dänischen Heer. 1945 bis 1946 war er Verbindungsoffizier mit britischen Offiziersschulen. 1949 wurde er Hauptmann, 1956 wurde er Oberstleutnant, 1963 Oberst. 1964 wurde er Chef des königlichen Leibregiments. 1967 wurde er Generalmajor und Chef des Heeresstabes. Von 1972 bis 1976 war Vegger Chef des Heeres, 1976 wurde er Generalleutnant und Chef der operativen Verteidigungsstreitkräfte, letzteres blieb er bis 1980.

## Endnoten
1. 1 2 3  Eintrag im Kraks Blå Bog von 1974
2. ↑  Eintrag auf gravsted.dk.
3. ↑  Eintrag in der Database des Frihedsmuseet.

| Personendaten    | Personendaten |
| ---------------- | --- |
| NAME             | Vegger, Christian |
| KURZBESCHREIBUNG | dänischer Generalleutnant, Chef des Heeres und Widerstandskämpfer gegen die deutsche Besatzung Dänermaks im Zweiten Weltkrieg |
| GEBURTSDATUM     | 28. Oktober 1915 |
| GEBURTSORT       | Kousted |
| STERBEDATUM      | 15. September 1992 |